# Смихов
Смихов (чеш. Smíchov) је једна од градских четврти чешке престонице, Прага. Налази се на левој обали реке Влтаве и административно припада Прагу 5. Граничи се са Малом страном (север), Хлубочепима (југ), Радлицама и Коширжем (југозапад). Смихов се на западној страни простире око Плзењске улице све до Мотола, који је удаљен неколико километара од центра места. Са источне стране природну градницу чини река Влтава. Смихов се преко реке граничи са прашким Новим градом, Вишехрадом и Подољем. 
Као село Смихов је вероватно постојао још у време владавине цара Карла IV. Брзи развој малог насеља почео је индустријализацијом Бохемије половином 19. века. Од 1838. имао је статут предграђа Прага. Крајем века у Смихов су премештене Рингхоферове гвожђарске фабрике, које су биле једне од највећих у Аустроугарској. У раздобљу 1903. - 1921. био је самосталан град. Као део града Прага увек је представљао индустријску четврт са познатим фабрикама (ЧКД, Старопрамен итд.) све до друге половине 20. века. Рушењем старих фабрика и изградњом нових саобраћајница амбијент Смихова почео се постепено мењати. Прво су због изградње линије Б прашког метроа срушени различити објекти у северном делу Смихова, касније је кренула изградња Страховског тунела и почетком 21. века постављени су бројни трговински објекати и канцеларије. 
Данас Смихов представља важан саобраћајни чвор. Овде се налазе железничка станица Праха Смицхов, неколико трамвајских линија и две станице метроа. 